# 13001 Woodney
13001 Woodney eller 1981 VL är en asteroid i huvudbältet som upptäcktes den 2 november 1981 av den amerikanske astronomen Brian A. Skiff vid Anderson Mesa Station. Den är uppkallad efter astronomen Laura M. Woodney.